# Camarès
Camarès is een gemeente in het Franse departement Aveyron (regio Occitanie). De plaats maakt deel uit van het arrondissement Millau. Camarès telde op 1 januari 2022 1.028 inwoners.
De voorouders van de Nederlandse dichteres Augusta Peaux (1859-1944) komen uit dit dorp (17e eeuw).

## Geografie
De oppervlakte van Camarès bedroeg op 1 januari 2022 41,86 vierkante kilometer; de bevolkingsdichtheid was toen 24,6 inwoners per km².
De onderstaande kaart toont de ligging van Camarès met de belangrijkste infrastructuur en aangrenzende gemeenten.

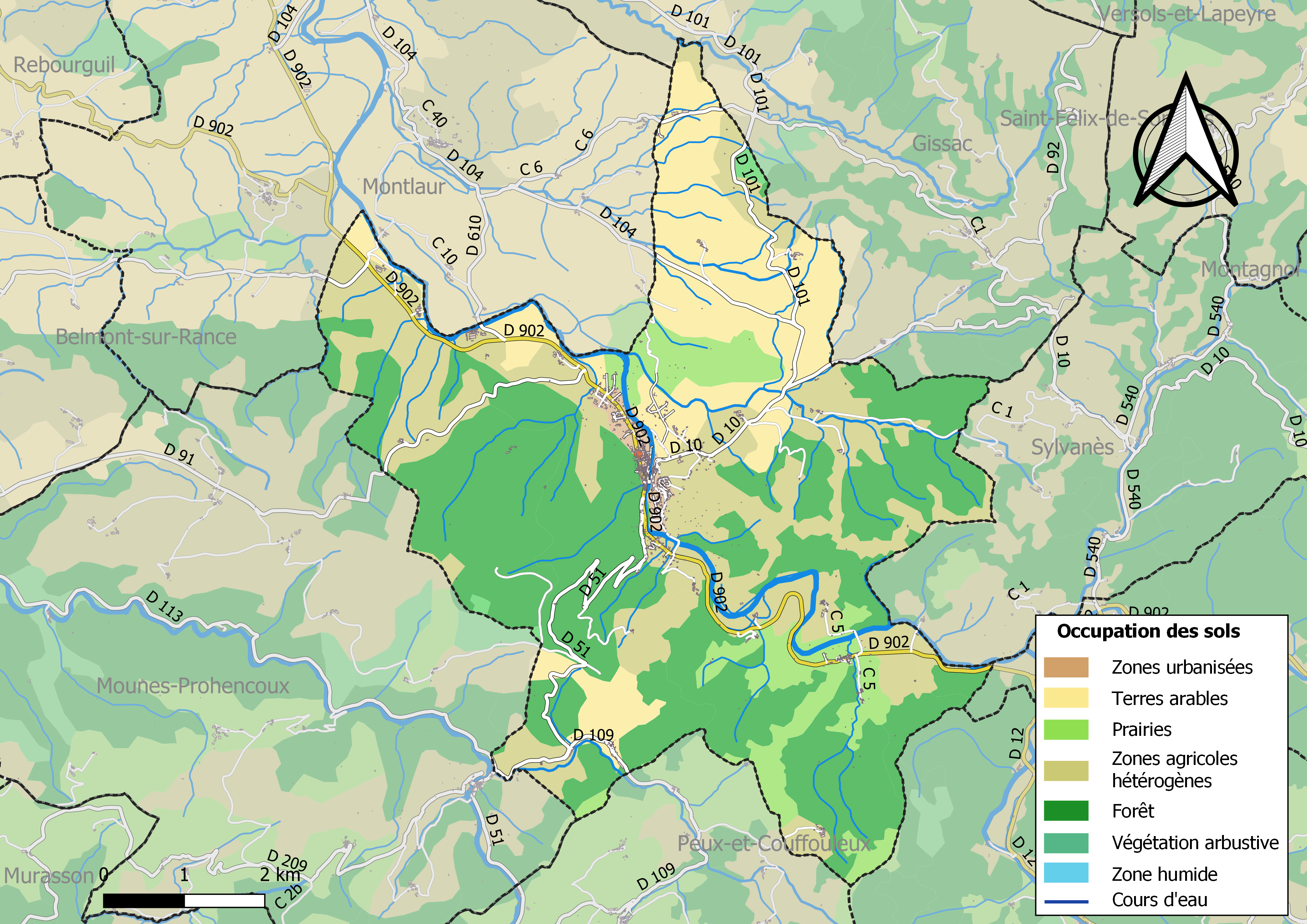

## Demografie
Onderstaande figuur toont het verloop van het inwonertal (bron: INSEE-tellingen).

Vanwege een beveiligingsprobleem met de MediaWiki Graph-software is het momenteel niet mogelijk deze grafiek weer te geven. Zodra de software is bijgewerkt zal de grafiek vanzelf weer zichtbaar worden.